# Kings Park Stadium
Kings Park Stadium è un impianto sportivo sudafricano prevalentemente dedito al rugby che si trova a Durban, nella provincia del KwaZulu-Natal.
Inaugurato nel 1958 per ospitare gli incontri della squadra provinciale del Natal, affrontò una prima importante ristrutturazione nel 1984 con la costruzione delle coperture sulle tribune laterali e nel 1995 con l'ampliamento a più di 50 000 posti in previsione della Coppa del Mondo di rugby che il Sudafrica fu destinato a ospitare; l'anno seguente fu pure tra gli impianti che ospitarono la Coppa d'Africa 1996 di calcio.
Per ragioni commerciali è noto dal 2018 anche con il nome di Jonsson Kings Park.

## Storia
L'unione provinciale rugbistica di Natal, nata nel 1904, fu ospitata inizialmente ad Albert Park per poi migrare al Kingsmead Cricket Ground, il quale divenne tuttavia largamente insufficiente a contenere l'affluenza agli incontri della squadra; fu deciso allora, negli anni cinquanta, di procedere alla costruzione di un proprio terreno di gioco che fu inaugurato il 28 giugno 1958 in occasione di un incontro tra Natal e Transvaal.
L'impianto, della capacità di 12000 spettatori, fu chiamato Kings Park perché sorge in prossimità di una banchina ferroviaria su cui era uso ricevere i monarchi del Regno Unito o i membri della famiglia reale in visita a Durban, e fu concesso dalla municipalità alla federazione in cambio del diritto costruzione di uffici pubblici su un'area da quest'ultima detenuta.
Già immediatamente dopo l'inaugurazione, tuttavia, la capacità fu raddoppiata a 25000 spettatori con un'elevazione della tribuna.
Durante il tour neozelandese del 1976 lo stadio registrò 44000 spettatori grazie a un aumento temporaneo della capacità con tribune mobili e, a inizio anni ottanta fu decisa una nuova tribuna principale con tettoia sospesa in cemento armato, del costo di 8 milioni di rand.
Quando nel 1992 fu assegnata al Sudafrica l'organizzazione della Coppa del Mondo di rugby 1995, Kings Park fu uno tra i primi stadi scelti per ospitare la competizione, e a seguitò di ciò affrontò la sua più recente significativa ristrutturazione, l'elevazione della tribuna orientale per aumentare la capacità dell'impianto a 52000 posti, anche se nei mesi precedenti al torneo si considerò l'eventualità di non giocare a Durban per via di rischi di sommossa dovuti alla rivalità tra i seguaci del partito Inkata e quelli del Congresso Nazionale Africano, freschi vincitori delle elezioni; tuttavia l'ordine fu mantenuto e lo stadio ospitò due partite della fase a gironi dell'Inghilterra, tra cui quella contro l'Italia, il quarto di finale tra Irlanda e Francia, vinto da quest'ultima, e la successiva sconfitta dei Bleues proprio contro il Sudafrica in semifinale.
Un anno più tardi fu anche sede di alcuni degli incontri della Coppa d'Africa 1996 di calcio, il più importante dei quali fu la semifinale vinta 4-2 dalla Tunisia sullo Zambia.
Tra le altre imprese sportive di cui fu testimone, figura anche la vittoria sudafricana per 24-23 sulla Nuova Zelanda nel Tri Nations 1998, che garantì agli Springbok la prima vittoria di tale torneo.
Più recentemente ivi figura lo svolgimento, nel 2016, della ventesima edizione dei campionati africani di atletica leggera.
Nel corso della sua storia recente Kings Park ha cambiato diversi nomi commerciali per via dei contratti stipulati dal Natal Sharks con i vari sponsor: tra il 1999 e il 2010, per 11 anni, ebbe il nome di ABSA Stadium a seguito di accordo commerciale con ABSA, gruppo bancario poi passato sotto la proprietà di Barclays; tra il 2011 e il 2012 ebbe un breve accordo di sponsorizzazione con Mr Price, compagnia di vendita abbigliamento al dettaglio, assumendo il nome di Mr. Price Kings Park; dal 2013, e fino a tutto il 2017, fu chiamato Growthpoint Kings Park dal nome della società di investimenti Growthpoint Ltd di Johannesburg; infine, da marzo 2018, il suo nome è Jonsson Kings Park, a seguito di accordo di naming con Jonsson Workwear, impresa di Durban di indumenti da lavoro.

## Incontri internazionali di rilievo

### Calcio
| Arbitro: | Lucien Bouchardeau |

|                     |           |                                                |
| Lota 68’ Makasa 90’ | Marcatori | 16’, 85’ (rig.) Sellimi 20’ Baya 47’ Ghodhbane |

### Rugby a 15
| Arbitro: | Derek Bevan |

|                            |      |                                 |
| Kruger 26’                 | mt   |                                 |
| Stransky 26’               | tr   |                                 |
| Stransky 2’, 43’, 46’, 69’ | c.p. | 35’, 37’, 44’, 57’, 75’ Lacroix |